# Fatima Shbair
Fatima Al-Zahra'a Shbair (Gaza, 1997) es una fotoperiodista palestina afincada en la ciudad de Gaza, Palestina. Ha recibido los premios  Ville de Perpignan Rémi Ochlik de Visa pour l'image (2021) y el  World Press Photo, Asia (2022).

## Trayectoria
Shbair es una fotógrafa autodidacta nacida en Gaza en 1997.Estudió administración de empresas en la Universidad de Al-Azhar de Gaza. Su obra se centra en documentar el conflicto palestino-israelí en la ciudad de Gaza. Las fotografías de Shbair han sido publicada en numerosas revistas y diarios como The New York Times,The Guardian,Le Figaro, L'Expressy Le Temps. En 2022 se convirtió en la fotógrafa oficial de la agencia de noticias estadounidense Associate Press en Gaza.
Shbair ha ganado varios premios internacionales, entre ellos el National Geographic Moments de Dubái de fotografía documental en 2017, que no pudo recoger debido al bloqueo israelí de la Franja de Gaza.También obtuvo el premio Ville de Perpignan Rémi Ochlik  por su serie "Une vie assiégée" en 2021,y el premio IWMF Anja Niedringhaus al Valor en Fotoperiodismo. Ese mismo año uno de sus trabajos fue incluido entre las 100 mejores fotos de 2021 de TIME.En 2022 fue ganadora  del World Press Photo, Regional winner (Asia), en la categoría Individual.

## Premios
- 2017: National Geographic Moments, Dubái.
- 2021: Ville de Perpignan Rémi Ochlik.
- 2021: Anja Niedringhaus Courage in Photojournalism.
- 2021: TIME's Top 100 Photos.
- 2022: Olivier Rebbot Award 202, de L'Overseas Press Club of America.[15]
- 2022: World Press Photo, Regional.

## Exposiciones
- 2017: "Moments" National Geographic, Dubái (colectiva).[9]
- 2021: "Une vie assiégée", Visa pour l’Image, Couvent des Minimes, Perpiñán.[16]